# آنا إيفانز موراي
آنا إيفانز موراي (بالإنجليزية: Anna Evans Murray)‏ هي مربية أمريكية، ولدت في 1857 في أوبرلين في الولايات المتحدة، وتوفيت في 1955 في واشنطن العاصمة في الولايات المتحدة.